# Ana Clara Lima
Ana Clara Mello Lima (Río de Janeiro, 11 de abril de 1997) es una presentadora de televisión y reportera brasileña.

## Filmografía

### Televisión
| Año           | Título             | Personaje  | Nota                      | Ref   |
| ------------- | ------------------ | ---------- | ------------------------- | ----- |
| 2018          | Big Brother Brasil | Ella misma | Competidor (Tercer lugar) | [ 1 ] |
| 2018          | Vídeo Show         | Ella misma | Reportera                 | [ 2 ] |
| 2019-presente | Big Brother Brasil | Ella misma | Reportera                 | [ 3 ] |

### Internet
| Año     | Título     | Personaje         | Ref   |
| ------- | ---------- | ----------------- | ----- |
| 2015-16 | Quem Nunca | Varios Personajes | [ 4 ] |

## Premios y nominaciones
| Año  | Premio          | Categoría          | Trabajo    | Resultado |
| ---- | --------------- | ------------------ | ---------- | --------- |
| 2019 | Troféu Internet | Revelación del año | Vídeo Show | Pendiente |